# Polvere cinque spezie
La Polvere cinque spezie o polvere delle cinque spezie è un tradizionale miscela di spezie utilizzata in origine nella cucina cinese e poi diffusasi in altre cucine orientali, ad esempio in quella vietnamita.
Viene usata come marinata a secco, negli stufati di carne, nell’anatra alla Pechinese o come aggiunta alla panatura per le fritture.
Tradizionalmente la polvere è composta da:
- anice stellato
- pepe del Sichuan
- chiodi di garofano
- cassia
- semi di finocchio